# Rajd Dolnośląski 1969
13. Rajd Dolnośląski – 13. edycja Rajdu Dolnośląskiego. Był to rajd samochodowy rozgrywany od 23 do 25 maja 1969 roku. Była to druga runda Rajdowych Samochodowych Mistrzostw Polski w roku 1969. Został rozegrany na nawierzchni asfaltowej. Zwycięzcą rajdu został Sobiesław Zasada.

## Wyniki końcowe rajdu[1][2]
| Miejsce | Kierowca              | Pilot                | Samochód             | Czas | Strata | Grupa Klasa |
| ------- | --------------------- | -------------------- | -------------------- | ---- | ------ | ----------- |
| 1       | Sobiesław Zasada      | Ewa Zasada           | Porsche 911 S        |      | -      |             |
| 2       | Ryszard Nowicki       | Marian Bień          | Renault 8 Gordini    |      |        | 8           |
| 3       | Adam Smorawiński      | Andrzej Zembrzuski   | BMW 1600 TI          |      |        | 5           |
| 4       | Marek Varisella       | Jerzy Miniewski      | Renault 8 Gordini    |      |        | 4           |
| 5       | Ryszard Kopczyk       | Wojciech Siwecki     | Alfa Romeo Giulia TI |      |        | 5           |
| 6       | Andrzej Wojciechowski | Konrad Kertyński     | NSU TT               |      |        | 4           |
| 7       | Longin Bielak         | Andrzej Komorowski   | Renault 8 Gordini    |      |        | 4           |
| 8       | Krzysztof Rogalski    | Paweł Stranz         | Fiat 124             |      |        |             |
| 9       | Janusz Bronikowski    | Mieczysław Urtnowski | NSU 1000 C           |      |        | 3           |
| 10      | Andrzej Szulc         | Anna Stroińska       | Fiat 850             |      |        | 2           |

## Wyniki kierowców po 2 eliminacjach - tzw. Puchar Motoru[3]
| Miejsce | Kierowca         | Wynik |
| ------- | ---------------- | ----- |
| 1       | Adam Smorawiński | 27    |
| 2       | Ryszard Nowicki  | 23    |
| 3       | Longin Bielak    | 22    |